# Ringad eklavmätare
Ringad eklavmätare, Hypomecis punctinalis, är en fjärilsart som först beskrevs av Giovanni Antonio Scopoli 1763.  Ringad eklavmätare ingår i släktet Hypomecis, och familjen mätare. Arten är reproducerande i Sverige.

## Bildgalleri

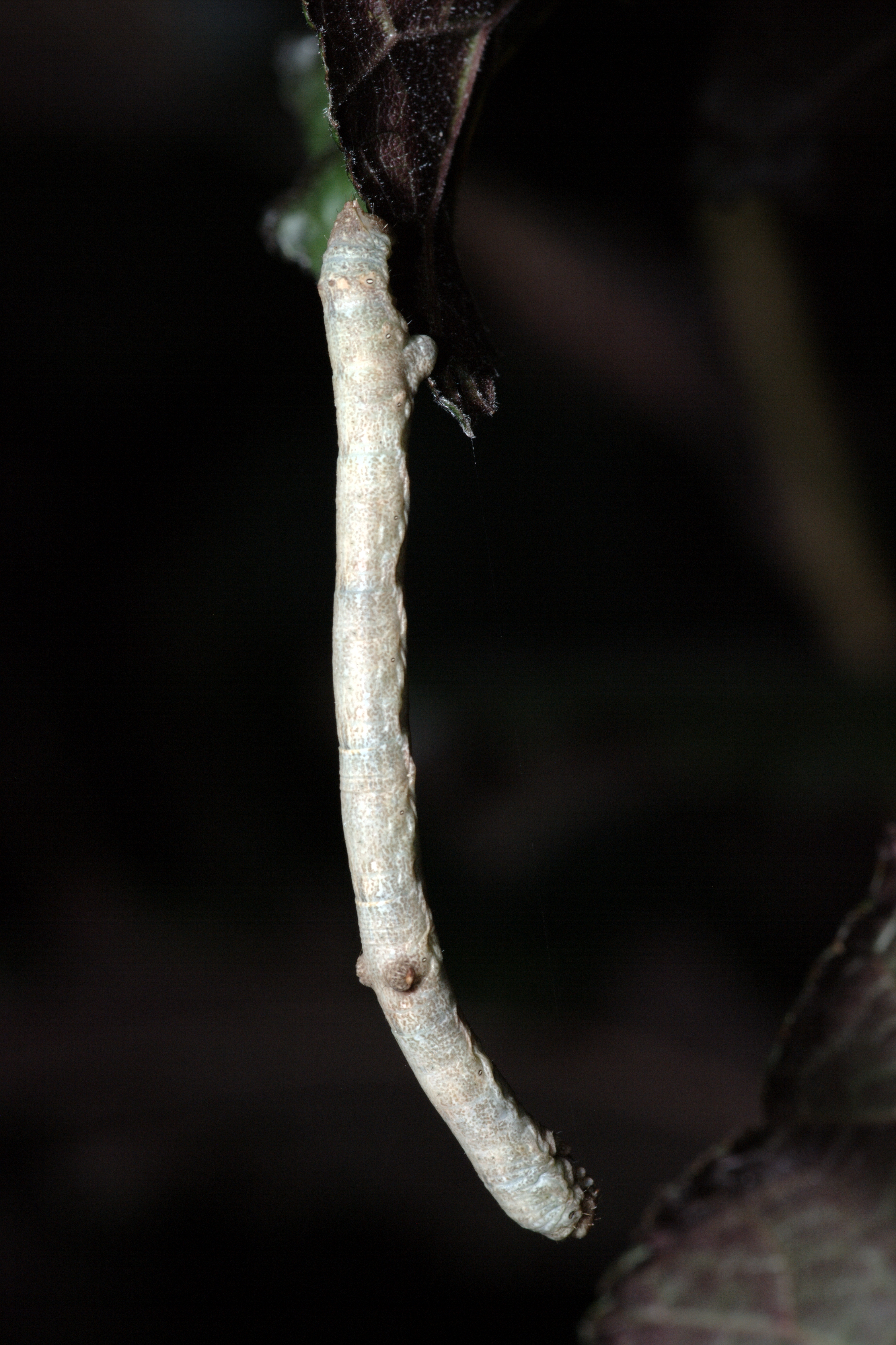
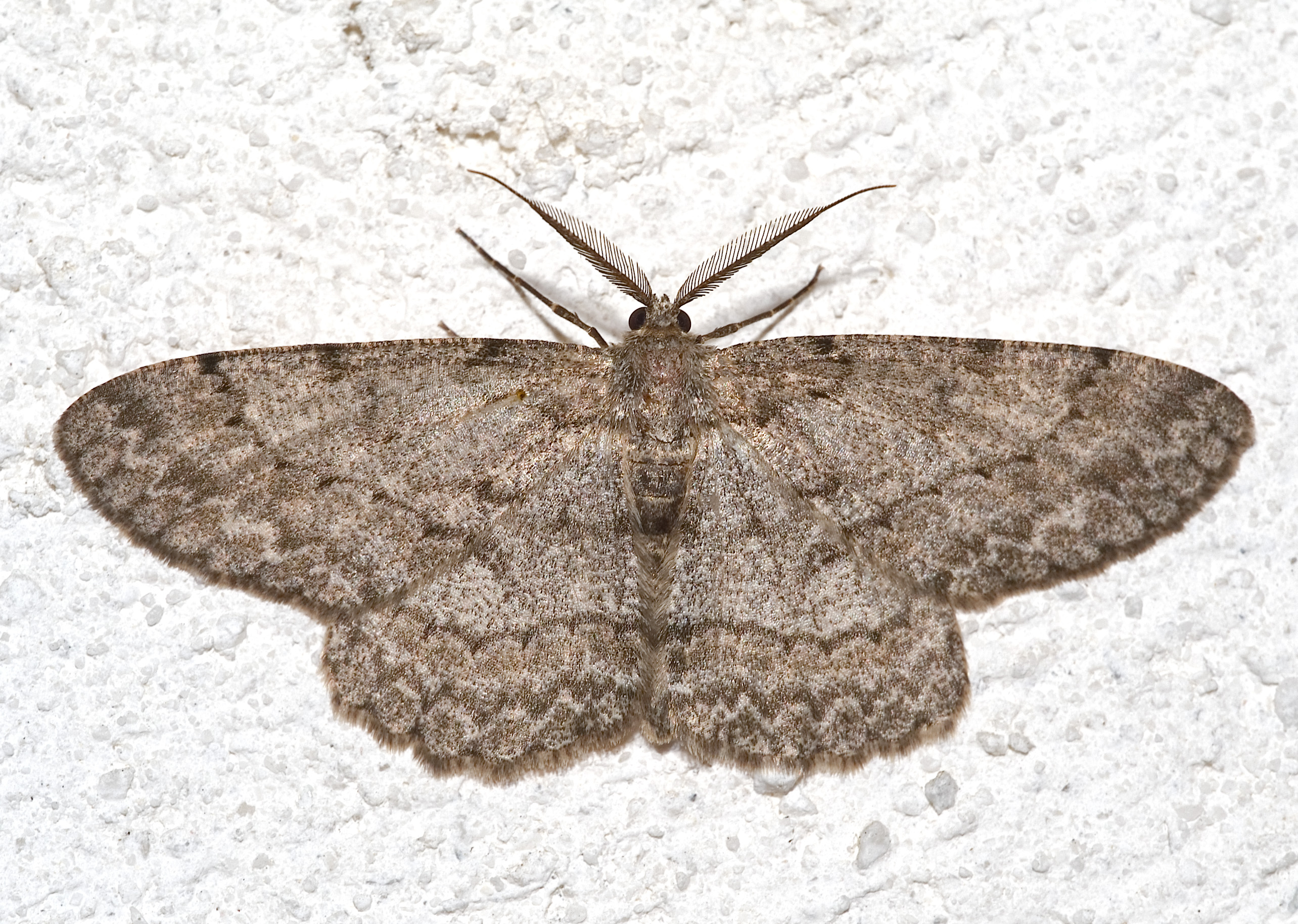
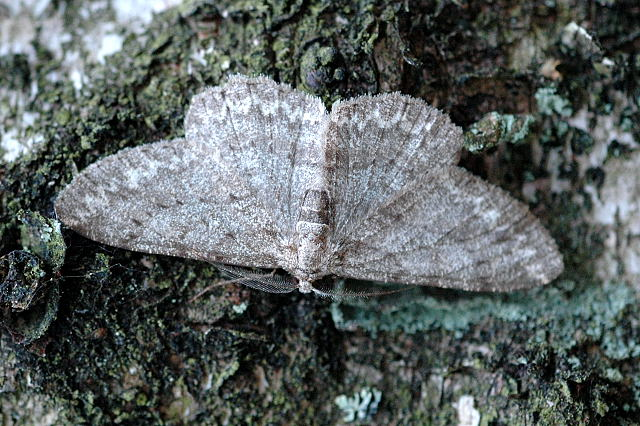
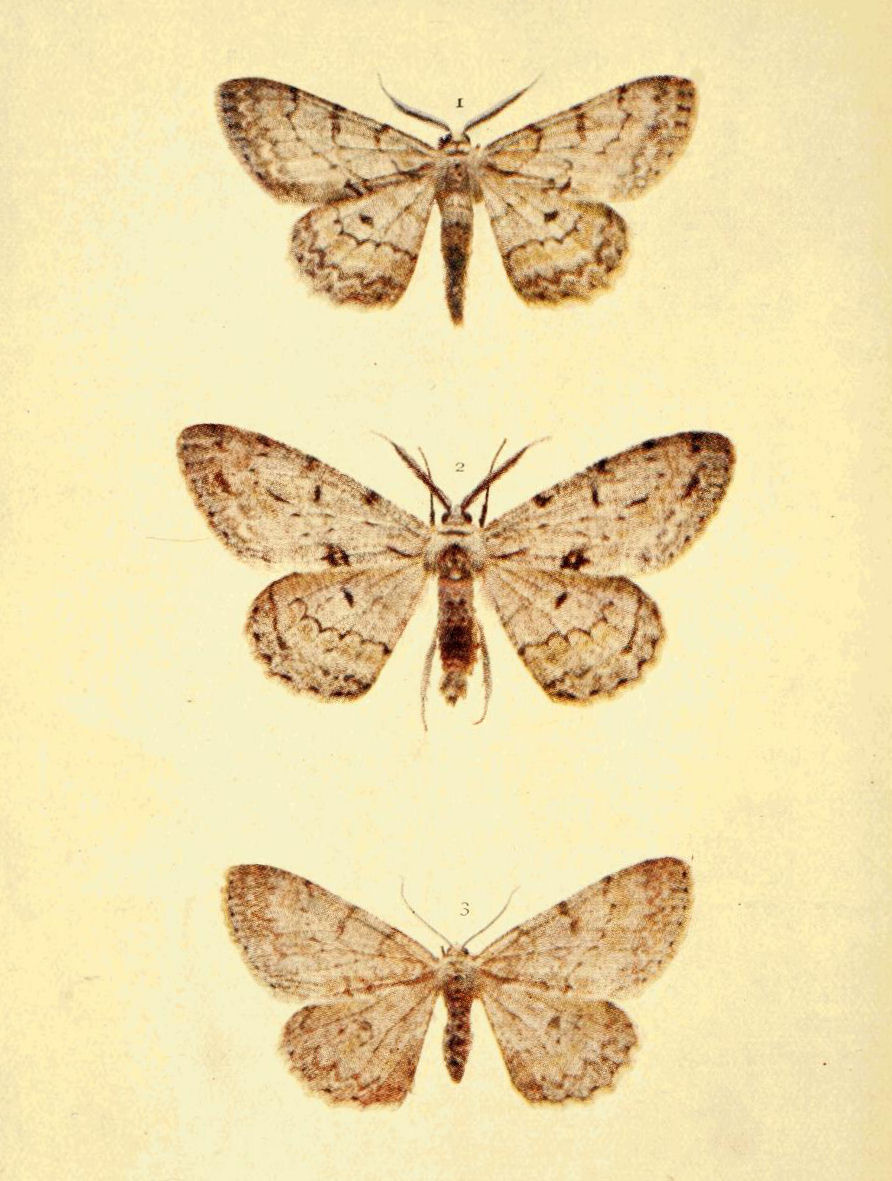
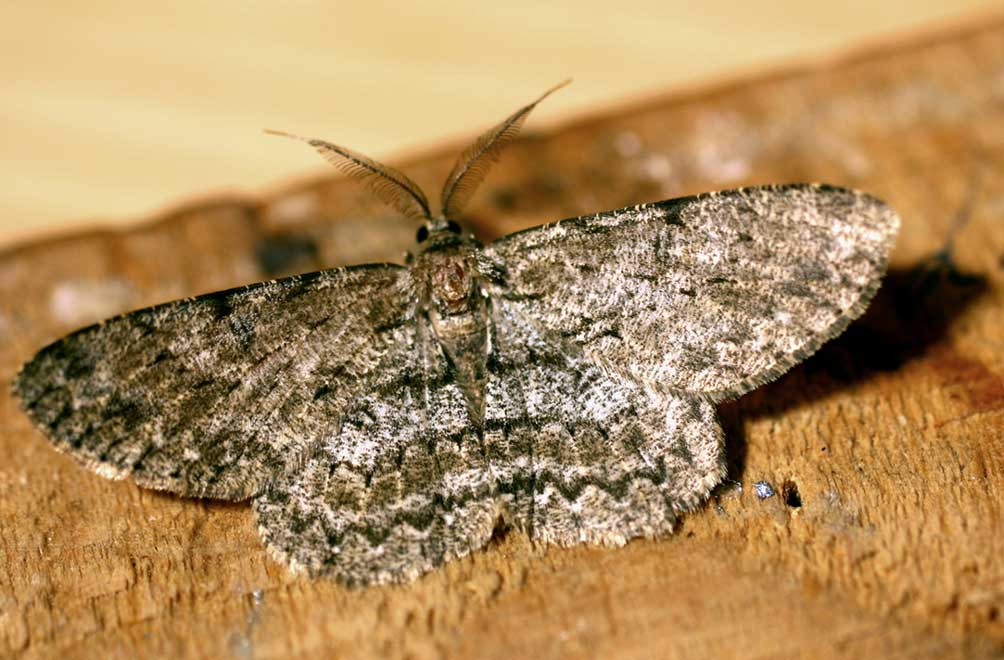
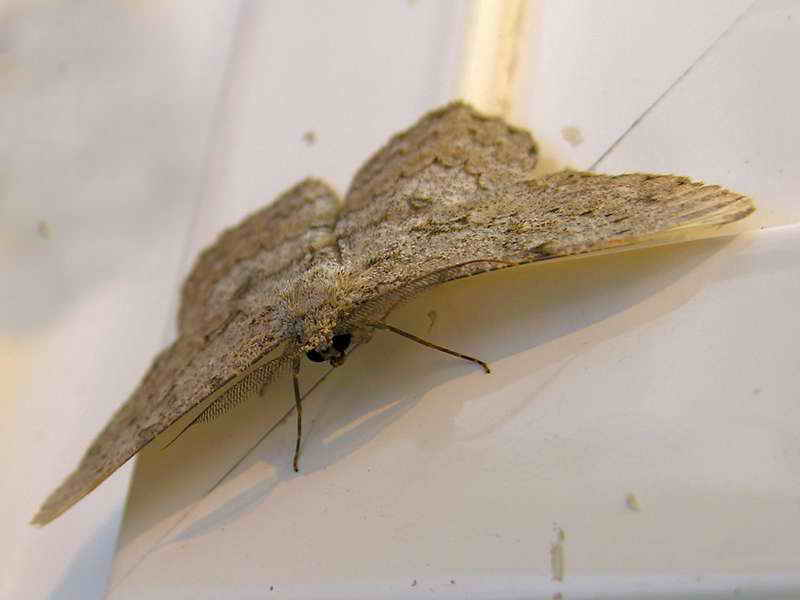